# Хедфорд
Хедфорд (на английски: Headford; на ирландски: Áth Cinn) е град в Западна Ирландия, провинция Конахт на графство Голуей. Намира се на 26 km северно от главния административен център на графството град Голуей. Населението му е 760 жители от преброяването през 2006 г. 

## Побратимени градове
- Льо Фауе, Франция